# Pentti Eelis Eskola

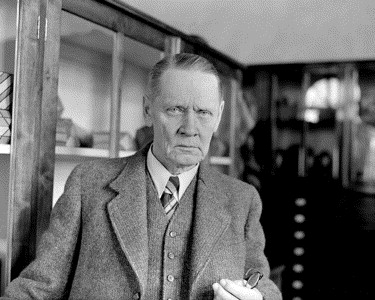
Pentti Eskola

Pentti Eelis Eskola (ur. 8 stycznia 1883 w Lellainen w Finlandii, zm. 6 grudnia 1964 w Helsinkach) – fiński petrograf, geolog. 

## Życiorys
Studiował chemię na uniwersytecie w Helsińskach, w 1921 wyjechał do Waszyngtonu, gdzie pracował w laboratorium geofizycznym w Carnegie Institution in Washington. W 1924 powrócił na Uniwersytet Helsiński, gdzie przez blisko 30 lat był profesorem. Badał głównie skały metamorficzne. Uznawany jest za jednego z twórców nowoczesnej petrografii skał metamorficznych. Napisał pierwszy podręcznik dotyczący petrografii tych skał.